# CK無謀な挑戦状 in マリンメッセ福岡
『CK無謀な挑戦状 in マリンメッセ福岡』（シーケーむぼうなちょうせん イン マリンメッセふくおか）は、C&Kの3枚目のライブDVDである。

## 概要
- 前作から約9ヵ月ぶりのライブDVDである。
- 2014年11月24日にマリンメッセ福岡で行われたワンマンライブ『CK 無謀な挑戦状 in マリンメッセ福岡〜みんなの力でパンパンに!! 愛のシャワーを浴びせてネ〜』の模様を収録。
- 特典映像として、スタジオリハーサルから本番の裏側まで密着した長編ドキュメンタリー映像「当たり障りのない程度の密着映像〜彼女になればまた違う・・・みんな虚像を作り上げているのかもしれない。見えているのはほんの一部なのです〜」と副音声・オーディオ・コメンタリー付映像「C&K史上最長!!霊長類が挑む最大の副音声」を収録。また初回生産限定封入特典として「冷静に見ればゴミ C&K紅白銀テープ」を付属。

## 収録映像曲

### DISC-1
- ライブ本編

1. 〈Opening〉
2. C&K II
3. to di Bone
4. 日本ビート
5. ジャパンパン〜日本全国地元化計画〜
6. milky way(動画)
7. へべれけ宣言
8. 梅雨明け宣言
9. AM 4:28 with KAKO
10. 続→60億分の1
11. みかんハート
12. 〈Half Time〉
13. C&K V
14. Sir Duke
15. I want you back
16. YOU ARE MY FIRE〜おまえにこの愛を捧ぐ〜
17. DANCE☆MAN (WOKKY WOKKY×BOGGIE WOGGIE)
18. 笑えや歌えや
19. 王様ゲーム
20. にわとりのうた
21. カモメ(動画)
22. 歩きだせ

### DISC-2
- ライブ本編+アンコール

1. みんなのうた
2. 終わりなき輪舞曲
3. 踊LOCCA〜around the world 新たなる冒険〜(動画)
4. Sun Son Sound feat. 九州男
5. AND MORE...
6. 愛を浴びて、僕がいる
7. CK 目離ぃ〜娯乱島
8. 〈Ending〉

### 特典映像
1. 当たり障りのない程度の密着映像〜彼女になればまた違う・・・みんな虚像を作り上げているのかもしれない。見えているのはほんの一部なのです〜
2. C&K史上最長!!霊長類が挑む最大の副音声